# Daniel Island (Nunavut)
Daniel Island – niezamieszkana wyspa w Zatoce Frobishera, w Archipelagu Arktycznym, w regionie Qikiqtaaluk, na terytorium Nunavut, w Kanadzie. W pobliżu Daniel Island położone są wyspy: Eden Island, Fletcher Island, Nest Island, Redan Island i Scalene Island.